# George E. Partridge
George Everett Partridge, né le 31 mai 1870 à Worcester, Massachusetts et mort en novembre 1953 à Baltimore, Maryland, est un psychologue américain connu pour avoir popularisé le terme « sociopathe ». 
Il travaille notamment avec le psychologue G. Stanley Hall à l'Université Clark. 
Un an après sa mort, la George Everett Partridge Memorial Foundation est constituée (1954) par la famille Partridge afin de commémorer le travail de sa vie dans l'étude et le traitement des troubles mentaux et de la personnalité. La Fondation se concentre sur le développement de programmes visant à créer et soutenir des centres de traitement pour les enfants handicapés mentaux, parfois appelés « enfants oubliés ». 

## Premiers travaux
Le doctorat de Partridge et ses travaux de jeunesse se concentrent sur la psychologie de la consommation d'alcool et d'autres substances psychoactives. Il passe en revue les modèles historiques d'utilisation, notamment dans des contextes religieux et sociaux, et examine pourquoi il peut y avoir une « impulsion d'intoxication » humaine. 
Vers 1900, il mène ses propres expériences de recherche sur les effets de l'alcool, dans lesquelles il trouve des effets opposés à ceux rapportés par l'influent psychiatre allemand Emil Kraepelin. L'intérêt de Partridge découle d'un « désir de tester la valeur des méthodes psychologiques dans le traitement de certains problèmes éthiques. N'importe quelle impulsion d'un sujet – qui a son importance car elle détermine une conduite morbide – aurait pu être choisie pour une étude similaire, comme par exemple l'impulsion de jeu, l'envie et la jalousie, ou l'impulsion sexuelle ».
Il publie en 1910 un petit livre sur la question philosophique et scientifique de l'individualité et sur la manière dont les enseignants peuvent apprendre le caractère, le tempérament et le potentiel uniques de chaque enfant,. Il aide également à publier les écrits de Stanley Hall sur l'éducation.
Pendant les derniers mois de la Première Guerre mondiale, il commence à écrire un livre qui est publié en 1919, dans lequel il analyse les motifs de la guerre « à la lumière des principes généraux du développement de la société », et aborde les effets probables de la guerre sur des pays et ce qu'il appelle la «conscience mondiale».

## Études en psychopathie
À partir de 1928, il publie une série d'études menées à l'hôpital Sheppard et Enoch Pratt de Baltimore sur la « personnalité psychopathique » — une vaste catégorie utilisée quelque peu différemment de certaines définitions prédominantes aujourd'hui. Il postule alors trois sous-types : «délinquant» (généralement chez les hommes), «inadéquat» (généralement chez les femmes) et «généralement incompatible» ou «émotionnellement instable». Il émet l'hypothèse que les deux premiers sont probablement plus déterminés biologiquement, tandis que les derniers semblent liés plus particulièrement à l'éducation enfantine.
Il publie ensuite un bref article en 1929 décrivant les effets sociaux négatifs de la « légion de déviants » vaguement classée comme ayant des personnalités psychopathes, tout en notant la difficulté à discerner l'interaction entre les modèles culturels et les modèles de personnalité; il suggère aussi que des groupes dans leur ensemble pourraient devenir pathologiques, peut-être de manière plus frappante dans les motivations nationalistes de la guerre. Il conclut : « La thèse ici est que l'investigation approfondie et adéquate de la conscience individuelle dans ses manifestations pathologiques nous fournit précisément le fond nécessaire à l'étude de la conscience de groupe, c'est-à-dire au développement d'une socio-pathologie scientifique.

## Notions et définition de la sociopathie
Dans une revue de 1930 du Service de recherche de l'hôpital Sheppard et Enoch Pratt, Partridge identifie une certaine confusion dans la définition et l'application du diagnostic des psychopathies, car à l'époque le terme pouvait couvrir presque n'importe quel type de déviation de la personnalité de manière aiguë ou chronique, ou seulement certaines conditions plus spécifiques, ou encore servir de diagnostic pour tout trouble mental autrement non classé. Il soutient également que la pratique, alors courante, d'appeler la psychopathie « constitutionnelle » est spéculative (en fait, on en savait très peu sur ses causes); et que diviser la personnalité en « normal » et « anormal » est simpliste pour quelque chose de complexe, finement nuancé et individuel.
Cependant, il conclut qu'un facteur cohérent liant la plupart des cas constitue une inadaptation sociale persistante avec une motivation envers un comportement ayant des effets néfastes sur les autres, et il suggère que « sociopathie » serait un terme plus précis et approprié. Partridge suggère que le terme psychopathie ne soit plus du tout utilisé, n'ayant aucune utilité dans l'application au groupe antisocial étudié, plus précisément décrit comme « sociopathique ». Il avance également que le terme n'a pas non plus beaucoup d'utilité pour les diverses conditions restantes qui ne sont pas intrinsèquement antisociales chroniques, et certainement pas pour décrire les deux groupes,,,.
La définition du mot sociopathe de l'Oxford English Dictionary (2011) cite son article de 1930 : « Nous pouvons utiliser le terme « sociopathie » pour désigner tout ce qui est dévié ou pathologique dans les relations sociales » et « Nous pouvons exclure de la classe des sociopathes par essence ceux dont l'insuffisance est principalement lié à la faiblesse physique, à la peur, à l'hypersensibilité, à la timidité et à l'auto-accusation. »
Cependant, la première partie de la citation dans son intégralité est : « Si l'on peut utiliser le terme « sociopathie » pour désigner quelque chose de déviant ou de pathologique dans les relations sociales, qu'il s'agisse d'individus entre eux, ou à l'intérieur ou envers des groupes, et aussi dans les relations des groupes entre eux, nous avons un sens assez compréhensible, et un terme qui peut s'appliquer descriptivement à un grand nombre de personnes. L'expression sociopathe essentiel était la tentative de Partridge de décrire le type avec les motivations antisociales chroniques les plus profondément enracinées.
L'American Psychiatric Association a créé un diagnostic de « perturbation de la personnalité sociopathique » dans la première édition de son Manuel diagnostique et statistique des troubles mentaux (DSM-I) en 1952, qui comprenait quatre sous-types appelés « réactions » : antisociales, dyssociales, sexuelles et toxicomanes. La définition d'antisocial fut façonnée par des critères avancés par le psychiatre Hervey Cleckley, qui utilisa le terme psychopathe. Le DSM-II de 1968 déplaça le diagnostic de personnalité antisociale dans une nouvelle section sur les troubles de la personnalité, au-dessous de laquelle le comportement dyssocial était également répertorié.
En 1976, le psychiatre Richard L. Jenkins (qui a rédigé la section sur les troubles du comportement de l'enfant et de l'adolescent du DSM-II) a souligné que bien que la sociopathie soit devenue largement utilisée comme diagnostic, ce n'était pas un terme diagnostique en soi dans le DSM-I ou II. 
En 1980, le terme complet de trouble de la personnalité antisociale fut répertorié, certains des traits de Cleckley étant supprimés et de nouveaux critères comportementaux décris en leur place. Néanmoins, le terme psychopathe connut progressivement un usage clinique plus large, en partie grâce à l'influence de la « Checklist de la Psychopathie » du psychologue canadien Robert D. Hare, qui raviva  et modifia les critères de Cleckley dans un contexte criminologique. 
Le DSM-IV et le DSM-5 ont tous deux noté : « La caractéristique essentielle du trouble de la personnalité antisociale est un modèle omniprésent de mépris et de violation des droits d'autrui qui commence dans l'enfance ou au début de l'adolescence et se poursuit jusqu'à l'âge adulte. Ce modèle a également été appelé psychopathie, sociopathie ou trouble de la personnalité dyssociale. »

## Voir également
- Histoire de la psychopathie
- Psychologie des foules
- Psychiatrie